# 陸戦型ガンダム
陸戦型ガンダム（りくせんがたガンダム、Gundam Ground Type）は、「ガンダムシリーズ」に登場する架空の兵器。有人操縦式の人型機動兵器「モビルスーツ（MS）」のひとつ。初出は、1996年に発表されたOVA『機動戦士ガンダム 第08MS小隊』。
『機動戦士ガンダム』に登場する地球連邦軍の試作機「RX-78 ガンダム」の品質規格落ち部品を基に生産された機体で、用途を陸戦に限定することでRX-78とほぼ同等の性能を得ている。ほかのガンダムタイプにはあまり見られない「量産型（ただし少数）」であることも特徴である。『第08MS小隊』劇中では、主人公シロー・アマダ率いる第08小隊所属の3機が登場し、のちにシロー機はガンダムEz8へと現地改修される。
本記事ではブルーディスティニーなど、外伝作品などに登場するバリエーション機についても解説する。

## デザイン・名称
メカニックデザインは大河原邦男。陸戦型に見えるような無骨な外見と発注されている。大きな「背負子（コンテナ）」は大河原のアイデアで、シルエット的にも面白いだろうとデザインの最初の段階からこだわっていたという。当初は2連装キャノンやロング・キャノン、ロケット・ランチャーといった武器ユニットを背部に装着する案もあった。パイロットの昇降機構や頭部の通信用アンテナ、偵察用カメラも大河原のアイデアによる。シールドのアイデアは設定制作の河口によるもので、戦場で地面に突き立てたり、塹壕を掘るためのスコップ代わりというデザインから発展した。胸部バルカン砲は、大河原は両脇の下から出したかったが、河口の要望により片側となった。なお、最初期の頃の画稿の腹部のデザインは、のちのブルーディスティニーと共通している。
名称は「陸戦型ガンダム」のほか、「ガンダム(地上用装備)」、「先行量産型ガンダム(地上用装備)」、「RX-79 ガンダム」などといったものも見られる。

## 設定解説
一年戦争時、地球連邦軍はV作戦を発動し、その試作機であるRX-78をロールアウトした。当初はこの試作機の完成後、その運用データをベースとした量産機を生産する予定であったが、地球におけるジオン軍の占領地域拡大を踏まえ、早期の有効戦力を欲した事からRX-78を開発するための基礎設計を元とした試験的な先行量産機の開発計画、RX-79計画をスタートする事となった。一方で、試作機であるRX-78-2 ガンダムに代表されるRX-78は生産性を度外視した非常に高性能な機体であったため、その性能を発揮するための各パーツの品質管理は厳しいものとなり、要求スペックに満たない規格落ち部品・使われなかった不採用部品が大量に発生することとなった。これを受けて、RX-78のパーツの追試を考慮し、転用したMS全般の量産試験を兼ねた機体としてRX-79の開発はスタートする。
これらの理由から、RX-79は連邦軍における量産MS計画初期の機体として扱われる。開発は陸軍省の主導でおこなわれ、開発にあたりクリアすべき課題の多い宇宙戦闘用の装備をすべて取り外し、完全な陸戦用の機体として再設計することにより短い期間での開発に成功している。。戦時急造された本機だが、内蔵されたデバイスのうち、少なくとも頭部では通信器にRX-78の純正品を用いながらも多くのパーツが新規設計となっており、大戦後期に量産されたジムが大幅なコストダウンによってRX-78ガンダムの構造を継承していたのに比べ、基礎設計そのものに陸戦用の改修が施されている。また、陸戦型ジムをベースにした機体とする資料もみられ、同機とは80%の部品規格が同一となる。また、MSを地上で運用する必要から、砂埃の入りにくい構造が取り入れられ、少人数でもメンテナンスが行える構造をとっている。
陸戦型ガンダムは高性能な機体であったものの、そのコスト高から物量による戦術を優先する連邦軍の意向により、生産数は20機ほどにとどまった。そのため、補修用部品はパーツそのものの希少性から不足しており、機体を修復する際は十分なパーツが入手できない事態も発生した。正規品での補修ができない状況も多数見受けられたが、性能は劣るものの構造が共通している陸戦型ジムの補修パーツや、基地内で保有するパーツ（ジオン軍から鹵獲したMSのパーツを含む）などを流用して修理されることも多く、多くの現地改修型を生み出す要因ともなった。後述のEz8やジムヘッドもその1つである。
カラーリングは原型機（2号機）に準じたトリコロールであるが、青は原型機より濃くなっている。また、砂漠でのミッションなどでは白がサンドカラーに塗り替えられることもある。なお、テストカラーは青の部分が赤く塗られており、ジムに近い。

### 構造と性能
本機はコストの削減による構造の簡素化のため、コア・ブロック・システムは省略されている。量産化のため、メインジェネレーターのスペックは変更されている。装甲材はRX-78から引き継ぎ、重力下での戦闘力ならば同機に匹敵するスペックを誇る。
ただし、規格落ちした余剰パーツによる生産が行われた点を考慮し、機体性能にばらつきを出さないよう、リミッターを設置することによる均一化が図られた。このリミッターは任意に解除する（MAXモードへ移行する）ことが可能であるが、機体にかかる負荷の大きさから使用できる時間は限定される。実戦投入については、20機が地球連邦軍地上軍（陸軍、E.F.G.F.）のもと、主に極東方面軍の東南アジアに展開するコジマ大隊に配備された。多くのパーツを共有しているといっても陸戦型ジムとの性能差は大きく、劇中ではジムの操縦経験を持つテリー・サンダースJr.軍曹が初陣で「ジムとは桁違いだ」「こいつがガンダムか」と陸戦型ガンダムの性能に驚愕するシーンがある。
コックピットハッチは上面に配置され、胸部にはパイロットの搭乗用に昇降リフトを設置している。アニメ『機動戦士ガンダム 第08MS小隊』では、コックピットの射出座席を使用する場面も見られた。

### 武装・装備
ビーム・ライフル
型式番号：BLASH XBR-M-79E / P.B.R-0079/A12 S-000011、同S-0000204
RX-78用ビーム・ライフル (XBR-M-79-07G) に続く廉価普及版を目指し、ブラッシュ社によって開発される。装弾数は1チャージ当たり16発。基本構造はXBR-M-79系を踏襲して設計されており、バトルプルーフ（実戦実証）された高い信頼性を誇る。強化された環境センサーと新型照準システムを搭載し、改良されたIフィールド・チョークによって命中精度が向上している。従来の円筒形から方形に変更された照準センサーは、性能向上とコストダウンを両立している。望遠モードならば10キロメートル離れた場所からの狙撃も可能であるが精度は極めて低く、命中には経験と高度な技能を必要とする。まだ量産体制が整っていないことから配備が遅れ、また少数の生産で終わっている。
劇中では第6話で第08小隊のシロー・アマダ少尉機に配備されるが、アプサラスIIが発射したビームに切断され、爆発。第9話で補充されるが、小隊の弾薬の消耗を均一化させるため、シロー機 (Ez8) は10話で再び100mmマシンガンを装備している。陸戦型ガンダムの他に、陸戦型ジムにも配備されている。
本格的量産に向けた改装型や、同系統の試作型も存在する。
100ミリマシンガン
型式番号：YHI YF-MG100 / NF GMG-Type.37/100mm
連邦MSの標準的な兵装。ヤシマ重工により可搬型兵器構想に基づき開発された実体弾兵器で、MS自体に分解を行わせてコンテナに搭載し運搬することが可能。劇中序盤から終盤まで陸戦型ガンダムの主武装として活躍した。標準的なボックス型マガジンの総弾数は48発で、予備マガジンは腰部に装着することができる。小型で取り回しが良い上に陸戦型ザクIIの胴体を貫通する威力がある。非常に信頼性が高いとされる一方、給弾までの複雑な機構が結果的に信頼性の低下を招いたと記載した資料もある。
劇中では多数のザクIIを撃破している。航空機にも有効であり、カレン・ジョシュワ機は第3話で戦闘ヘリを、第4話でドップを撃墜している。同話ではシロー機も本銃でノリス・パッカード大佐操縦のドップに損傷を負わせている。
ジムや陸戦型ジムも装備しており、映像作品の他にも『機動戦士ガンダム外伝 THE BLUE DESTINY』でのブルーディスティニー1号機や、『機動戦士ガンダム外伝 コロニーの落ちた地で…』でのホワイト・ディンゴ隊に配備されるジム、ガンキャノン量産型、ジム・スナイパーIIが装備している。
180ミリキャノン
型式番号：YHI FH-X180 / NFHI GMCa-type.09/180mm
長距離支援用であり、僚機との連携により後方から射撃を行う。この武装は非常に大きいため移動時にはマガジンを含め4つのユニットに分解し携行することが可能である。対MS用成形炸裂弾、徹甲弾、ナパーム弾を任務に応じて使用可能。第4話でサンダース機がアプサラスに2発を命中させたが、アプサラスは無傷だった。第10話でもサンダース機が装備しているが、グフカスタムの砲撃で失われる。
胸部バルカン砲＆胸部マルチランチャー
本機はガンダムが頭部に装備していたバルカン砲を左胸部に移し、その下部にはマルチランチャーを装備する。容積に余裕のある胴体部にバルカン砲を装備することで装弾数の大幅な増加を可能としているが、上下左右に旋回できる頭部から胴体部に移しているため照準がつけづらくなり、移動目標への追従性も低下している。コックピット真横に火器を装備することによる、搭乗員の保護という点においても問題を残している。第2話で、シロー機が水中にいたノリス・パッカード操縦の陸戦型ザクIIに発砲、中破させる。第6話ではシロー機が至近距離からアプサラスに発砲し制御不能にするほどの損害を与えている。マルチランチャーには、発射後の弾頭からネットを展開し敵機を絡め身動きを封じるネットガンや、閃光弾が装填されている。
ビーム・サーベル
型式番号：X.B.Sa-G-03
RX-78と同じ連邦軍標準タイプのビーム・サーベルであり、外観に細かな差異があることを除けば基本的には同じものである。装備部位は脚部（ふくらはぎにあたる部分）の内蔵型サーベル・ラックに変更されているが、これは地上用ゆえに姿勢制御スラスターや燃料タンクが省略されてスペースが空いたことと、防塵対策を兼ねた措置である。劇中では最低出力に調整後、雪と岩盤にビームをぶつけて湯だまりを作り出す際にも利用された。
ロケット・ランチャー
型式番号：YHI ERRL-TYPE.Doc-04/380mm / NFHI RPHB-type.Doc-04/380mm
陸戦型ジムとの共通武装。装弾数は7発。密林での取り回しも考慮され、砲身が短いものとなっている。『第08MS小隊』劇中では第3話でサンダース機が装備し、マサドが操縦する戦闘ヘリを撃墜している。
ミサイル・ランチャー
型式番号：YHI 6ML-79MM
陸戦型ジムとの共通武装。ヤシマ重工製。本来は装弾数6発の追尾性能の高い装備だが、ミノフスキー粒子散布下においては遠隔誘導や自動追尾が不可能となるため無誘導弾として運用される。カレン機が第3話などで装備している。ミサイル・ランチャーは陸戦強襲型ガンタンクにも2発分装備されている。
ロングレンジ・ビーム・ライフル
型式番号：BLASH XBR-X-79YK
ブラッシュ社製。打ち上げ中のザンジバル級ケルゲレンを地上から狙撃しエンジン部を破壊、さらにそこから脱出したグフフライトタイプを狙撃出来るほどの長距離射撃能力を有する。単体でも持ち運び可能で、超長距離射撃の際には長時間の高出力ビームの放出が可能な事と引き換えに膨大な熱を発する為、射撃中は冷却剤を絶やさないように専用の大型冷却装置との連結が必須となる。主に陸戦型ジム用の装備だが、陸戦型ガンダムでも使用可能。
シールド
型式番号：RGM・S-Sh-WF/S-00109
「シールドS」や「ショート・シールド」とも呼ばれる。ガンダムやジムに採用されている「ガンダムシールド」や「ラージ・シールド」と呼ばれる連邦軍標準のものに比べ、密林等の閉所や白兵戦等での取り回しを考慮して小型になっている。RX-78のようにシールドを背中にマウントすることも可能。兄弟機ともいえる陸戦型ジムでも採用されている。シールド先端は打突武器として攻撃にも使用できるほか、塹壕を掘ることも可能。第3話では戦闘ヘリが発射したミサイルの直撃に、第9話ではマゼラアタックの175mm砲の直撃にそれぞれ耐えている一方、ガウ攻撃空母の対空機銃でカレン機のシールドが粉砕されている。
ゲームなどでは、オープニングの1シーンの再現としてよくシールドを地面に刺しその上に180mmキャノンを乗せて撃っている。模型ではオープニングのラストの片膝立ちでキャノンを撃っているシーンにシールドを追加したポーズや、離れた位置にあるシールドとキャノンを固定させる棒状パーツを使用することで再現している。
なお、このタイプのシールドは『機動戦士ガンダムUC』OVA版のepisode 4のトリントン基地攻防戦においてジムIIが使用しているのが確認できる。
改良型シールド
型式番号：RGM・S-Sh-WF/S-00116・Ap-A
従来型のシールドにアップリケ・アーマー（リアクティブ・アーマーとする説もあり）を施したもの。
ネットガン
弾頭を発射した後にネットを展開する装備。敵機の捕獲などに用いられる。
ガンダム・ハンマー
第11話でアプサラスIIIの攻撃を受ける中の一機がこれを装備している事が確認できる。
ウェポン・ラック
本機の背部にはウェポンコンテナやパラシュートパックといった様々な装備を取り付けるウェポンラックが存在する。なお、ラックには折り畳み式のサーチライトを備える。フォークリフト部分は展開・収納や高低の調節が可能。
ウェポン・コンテナ
ウェポン・ラックに装着可能な予備兵装用のコンテナ。材質はルナ・チタニウムを採用している。コンテナ内部には前述のユニット化した180mmキャノンやロケット・ランチャー、ミサイル・ランチャーなどの大型火器を作戦に応じて分解し収納、携行が可能。地上戦では補給線が延び切ることも多く、MS単独で運用する際に役立っている。
Bコンテナ
コミックス版オリジナル装備。前述の100mmマシンガンのマガジンの自動給弾装置がついており、小隊単位での戦闘の火力支援となる。MSのアームを動かさずともコンテナに内蔵されたアームにより自動で給弾されるので、給弾のタイムロスを減らすことが可能。
パラシュート・パック
陸戦型ガンダム専用に開発された空挺用パック。ウェポン・ラックには下部にスペーサーを噛ませて取り付ける。上段のパラシュート収納部と下段のロケット部の2段構成となっており、ロケット部の中央はコンテナとなる。パラシュートの展開・降下時にはパックごと分離し、MS本体の肩部に備えたスリング・バーを介してベルトで懸架される。
高高度降下用パラシュート・パック
アニメのOPに登場したアニメ本編で使用されたものと異なるデザイン仕様のもの。こちらも陸戦型ガンダム専用に開発された空挺用パックだが、こちらはウェポン・ラック上部左右のバーにスペーサーを噛ませて取り付ける。左右のロケット部分と中央のパラシュート収納部に分かれている。
ニー・アーマー
打撃による格闘戦と、しゃがんだ際の地面への設置性を考慮して、膝部にスパイクが装備されている。なお、陸戦型ジムにも機構を簡略化したものが装備されている。
頭部装備
本機では頭部からバルカン砲が撤去されており、頭部左側には索敵用のシュノーケル・カメラが取り付けられている。また、交換装備として頭部右側用の「遠距離通信用パック」や、頭部左側用の「増加バルカン・ポッド」も存在する。
その他装備
アーケードゲーム『機動戦士ガンダム 戦場の絆』ではブルパップ・マシンガンを使用することができる。胸部マルチランチャーは原作には見られない性能の武装となっている。
HGUC『陸戦型ガンダム 地上戦セット』パッケージCGではジムヘッドが陸戦用ジムのレール・キャノンの色違いを装備している。

### 劇中での活躍
『第08MS小隊』冒頭で密林の中に本機の頭部が転がっており、すでに戦闘に参加して重大な損傷を負った機体があることがわかる。第2話では、第08小隊の他にガンダム・ハンマー（フレイル型のモーニングスター）を装備した第06小隊の機体も登場。これより本格的に戦闘シーンが増え、陸戦型ザクIIを多数撃破したほか、トーチカ陣地などを攻略した。第6話のみサンダース軍曹の機体にミケル・ニノリッチ伍長が搭乗し、アプサラス捕獲作戦に参加した。作戦にあたって小隊全機に貴重なビーム・ライフルが支給されたが、アプサラスへの攻撃は事前に察知され、回避されてしまった。作戦の失敗後、射撃を担当したミケル機を助けるため、アプサラスに取り付いたシロー機がバルカン砲を至近距離から発砲し、相打ちの形で中破している。それ以後はビーム・ライフルが本機の標準装備となり、第8話では10km離れた場所から敵MSへの長距離狙撃を成功させた。
物語終盤、本機はジオン軍の猛烈な抵抗により苦戦する光景が増えた。中破したシロー機はEz8に改修し、カレン機はアッガイの奇襲で頭部を破壊されたために陸戦型ジムの頭部に交換し、サンダース機もマゼラアタックの175mm砲で脚部を損傷している。なお、唯一決定的な損傷がなかったサンダース機は、ブレードアンテナがグレーの塗装に変更されている。第10話のジオン軍ラサ秘密基地攻略戦では、カレン機がドムに追い詰められ、護衛目標の量産型ガンタンクに逆に助けられた。その直後の戦闘では、08小隊全体がノリス大佐搭乗のグフカスタムに翻弄されてしまい、どうにか同機を撃破したものの、相討ちの形で量産型ガンタンク3機をすべて撃破された。

### 砂漠仕様
砂漠地帯での戦闘も十分考えられたため、胸部エアインテーク用防塵フィルターなどのオプションパーツが用意され、関節部やマニピュレーターに防護カバーを装着させ防塵化された仕様も存在する。各種オプション装着のため、機体各部に取り付けアタッチメント及び、取り付け作業用の足場なども装備されている。
この機体名は「機動戦士ガンダム　第08MS小隊　オフィシャルアーカイブス」によるものだが、資料によっては「先行量産型ガンダム(砂漠戦装備)」とも呼称される。

### ジムヘッド
アッガイとの戦闘で頭部を失ったカレン機が、陸戦型ジムのもので補修した姿。友軍からはジム頭と呼ばれていた。
この機体名は「1/35 UCハードグラフ 陸戦型ガンダム　地上戦セット」に準ずるものであるが、カードダス「モビルパワーズ」のカードにおいては「陸戦用量産型試作ガンダム(ジム頭)」の呼称が用いられている。

## ガンダムEz8
アプサラスIIとの戦闘により中破した極東方面軍コジマ大隊第08MS小隊長シロー・アマダ少尉の機体を大規模改修したもの。陸戦型ガンダム自体が品質検査に適合しなかった余剰パーツで建造された機体であったため、戦線での補修用パーツの供給は十分でなく、改修には陸戦型ジムのパーツや現地調達の各種ジャンクパーツなどが利用された。本機はそのような現地改修機の一つである。その際は破損部の補修だけでなく、戦闘データやシロー・アマダ少尉の意向も反映し、より地上戦に適した改装が行われている。
機体の改修作業は2週間ほどで完了した。頭部V型アンテナは密林において破損し易かったことから、ロッドアンテナに変更。この部位も他の兵器の流用となる。陸戦型ガンダム同様に肩部アーマーにはスリングバーを設けている。ここにパラシュートパック用のベルトを取り付け可能。また、ランドセルは外観こそノーマルと変わらないものの、推力が強化されている。改修により材質のグレードが低下している箇所もあるが、装甲形状の単純化により軽量化と対弾性、整備性の向上が図られている。
デザイナーは山根公利。また、本機のパイロットであるシローを演じた声優の檜山修之は、一番好きなMSにEz8を挙げている。
武装
固定武装として、脚部にビーム・サーベルを装備している点には変更はないが、それ以外の武装の変更が行われている。携行武装は陸戦型ガンダムの改修機ということもあり、同機の兵装はすべて使用可能であった。
35mm頭部バルカン砲
Ez-8では陸戦型ガンダムが装備していたシュノーケルユニットなどがオミットされたことから、新たに装備された。頭部側面には排莢口を設ける。
12.7mm対歩兵用旋回式バルカン
陸戦型ガンダムにおける胸部バルカンやマルチランチャーは対人用として威力が過剰であった事から装備された。陸戦型ガンダムの胸部に装備された火器と比べ射角が広く、併設されたセンサーによって照準を行う。対歩兵用の装備であるが、シロー・アマダが対人兵器による無差別殺傷を嫌っているため威嚇用として設置されている。
なお、同装備が搭載される胸部装甲板には撃破したザクIIのシールド2枚を利用し、繋ぎ合わせたものを使用している。その装甲板は開閉式となり、整備性を高めている。
ニースパイク
膝当て部分の先端に付けられたパーツで、可動式となっており、射撃時の接地などに使用される。
劇中での活躍
シローの乗機としてジオン公国軍秘密基地攻略作戦に参加し、グフカスタムとアプサラスIIIを撃破するが機体は大破、シローは行方不明となる。
名称の由来
Ez8は「Extra-Zero-8」（08小隊特別機）の略である。機体名の由来は第二次世界大戦期のアメリカ戦車・M4シャーマンの後期生産型であるM4A3E8、通称イージーエイト。また敵の器材を材料にした増加装甲を使うアイディアはT26E4スーパー・パーシングからであることを、デザイナーが雑誌『B-CLUB』のコラムで語っている。

### ガンダムEz8（コア・ブースター装備）
小説版『機動戦士ガンダム 第08MS小隊』に登場する、Ez8の下半身をコア・ブースターに変更して飛行可能にした機体。アプサラスからアイナ・サハリンを救出するために現場で応急改造され、シローによって片道使用された。武装は盾とマシンガンを装備しているが、空中での回避能力はないに等しい。飛べるかどうかさえわからない機体であるうえ、コア・ブースター自体もどこから調達してきたのかは不明。

### ガンダムEz8改
ゲーム『SDガンダム GGENERATION ギャザービート』に登場する機体。同作品でのEz8は、シロー機とは別の不調な陸戦型ガンダムをニナ・パープルトンが改修し、アルフ・カムラの提案でシローの搭乗機となった経緯を持つ。そのEz8を戦場が宇宙に移る際、宇宙用に再び改修を施したものである。なお武装の180mmキャノンが200mmキャノンに変更されている。
続編のゲーム『SDガンダム GGENERATION ギャザービート2』では設定が変更されており、一年戦争時からシローが乗っていた機体を、グリプス戦役期の技術を導入して改修し性能の底上げを図ったものとなっている。外観こそ変わらないものの、内部メカが時代相応のものに変更されたため、性能は当時のMSにも後れは取っていない。宇宙戦用の機体であるが、『ギャザービート2』以降は汎用機になっている。

#### ガンダムEz8 ハイモビリティカスタム
ゲーム『SDガンダム GGENERATION ギャザービート』に登場するEz8改の改造プラン機の1つで、一年戦争後半にシロー・アマダが宇宙に上がった場合を仮定したif設定の機体（型式番号：RX-79Ez-8/HMC）。
ジャンクパーツの中から組み上げた「ベクタードスラスター」と呼ばれる高機動モジュールを装備した機動力重視の機体である。元々陸戦型の機体だったEz8を高機動宙間戦闘に対応させるべく大幅な改修が行われており、装甲と火力を犠牲に高い機動力を実現した。特に脚部装甲は大幅に削除されており、重力下での運用はまったく考慮されていない。武装はビームスプレーガンIIとビーム・サーベルのみに限定される。
メカデザインは片桐圭一郎。

#### ガンダムEz8 ヘビーアームドカスタム
ゲーム『SDガンダム GGENERATION ギャザービート』に登場するEz8改の改造プラン機の1つで、一年戦争後半にシロー・アマダが宇宙に上がった場合を仮定したif設定の機体（型式番号：RX-79Ez-8/HAC）。
サラミス級宇宙巡洋艦の主砲を転用した大口径ビーム砲「サラミス砲」を2門装備する火力重視の機体である。バックパックの兵装コンテナはサラミス砲へエネルギーを供給するコンデンサーなどの機器を内蔵したモジュールへと改造されているほか、脚部にはボールのマニピュレーターが移植されている。これにより砲身のぶれを抑え、高い精度で砲撃を行うことができるようになっている。当機は宇宙戦用であるが、ゲーム『SDガンダム GGENERATION ADVANCE』から汎用機に変更されている。サラミス砲以外の武装は100mmマシンガンとビーム・サーベル。

## 『機動戦士ガンダム サンダーボルト』における陸戦型ガンダム
漫画、アニメ『機動戦士ガンダム サンダーボルト』第2部、および外伝『砂鼠ショーン』に登場（型式番号：RX-79[G]）。
『第08MS小隊』で登場した機体と異なり、頭部がガンダムタイプであること以外はジム（サンダーボルト版）そのものであり、コックピットも胸部ではなくジムと同様腹部に設置されている。また、額のブレードアンテナの代わりに地球連邦軍のエンブレムをつけていることが特徴。一年戦争後の地球が舞台の第2部においてスパルタン隊の主力MSとして配備されており、同隊の隊員からは「顔だけの偽物が増えた」と機能がジムと変わらない本機のことを皮肉られている。しかし、バックパックのスラスターはジムのものより大型であるほか、足部がホバークラフトとなっているなど、ジムに比べて重力下における機動性は高い機体とされる。
『砂鼠ショーン』に登場する機体は、カラーリングが赤茶基調で頭部形状も異なり、四肢など機体各所に防塵処置が施されている。また、その続編『砂漠の掟』には、現地改修機「RX-79[G]BO ガンダムバウンサー」が登場している。
アニメ版において、強襲揚陸艦スパルタンに配備された機体は「陸戦型ガンダムS型」とされる（型式番号：RX-79[GS]）。
なお、第1部のア・バオア・クーへの強行突入部隊に頭部形状が同一の量産型ガンダムが登場するが、こちらはジムの機体そのままに頭部のみを換装した｢ガンダム・ヘッド｣と呼ばれる機体で、あくまでもジムのバリエーション機である。

## ブルーディスティニー
ゲーム『機動戦士ガンダム外伝 THE BLUE DESTINY』に登場する機体。
地球連邦軍に亡命した元フラナガン機関所属の研究者、クルスト・モーゼスが開発を主導した機体。
機体にはクルスト・モーゼスが亡命の折に持ち寄った「EXAMシステム」が搭載されている。機体色はクルスト個人の趣味により青く塗装されているとされる。
陸戦型ガンダムをベースに大幅な改修が加えられている。ジェネレーター出力の強化に加え、各関節部にマグネット・コーティングを試験的に施し運動性を向上。火力面においても、陸戦型ガンダムの標準装備である胸部機関砲を1門から2門に増備し、腹部両脇には有線式ミサイルを追加装備するなど原型機を大きく上回っている。なお、陸戦型ガンダムをベースとしたために基本仕様は地上用の機体となるが、バックパックの換装によって宇宙戦も可能としている。
武装
頭部バルカン砲
資料によって1～3号機に搭載されているものと、2号機、3号機のみに搭載が確認されるものが存在する。
胸部バルカン砲
胸部に装備。60mm口径の弾丸を発射する。
腹部有線ミサイル・ランチャー
胸部に装備。有線式のミサイルで、ミノフスキー粒子の散布下においても近距離ならば確実に敵機を破壊可能。
100ミリマシンガン
連邦軍MSの普及装備。
ビーム・ライフル
陸戦型ガンダムに採用されたものの改良型で、本格量産に向けたデバイスなどを有する
2連ビーム砲
プラモデル『HGUC ブルーディスティニー3号機 "EXAM"』に付属。ジム・ドミナンス用のものの流用で、大口径ビームにより高い威力を発揮する。
ビーム・サーベル
連邦軍MSの一般的な兵装。原型機である陸戦型ガンダムと同様、脚部に格納される。
シールド
2号機においてはジム・コマンド系のものと同型のシールドを採用する。3号機においてはプロトタイプ機用のシールドをベースに、エッジ部分を改良したモデルが用意されている。

### ブルーディスティニー1号機
当初は、陸戦型ジムをベースにEXAMシステムを組み込んだ専用の頭部ユニットを搭載した試験機として開発されたが、陸戦型ジムベースの機体ではシステムの要求する動きに耐えられず目標値に達することができなかったため、頭部のみそのままでそれ以外はRX-79陸戦型ガンダムをベースに新規開発した機体に移植された。本体は陸戦型ガンダムだが、頭部の見た目からか「青いジム」と解説されている。
当初の試験では暴走を繰り返し、そのあまりの過負荷に耐えきれず搭乗したパイロットを何度も死に至らしめている。ある夜間試験では、近くの戦場に誘われるように起動したEXAMシステムに操られるように搭乗パイロットごと暴走した機体が、作戦終了後の友軍部隊を襲撃して壊滅に追い込んだ。その際に居合わせた「モルモット隊」ととも交戦したが、逆に損傷を負わされ、パイロットが死亡している（媒体によっては死亡しないのもある）。EXAMシステムの暴走により性能の限界まで酷使した機体はオーバーヒートを引き起こしたが、リモート機能により撤退している。
その後、機体を回収したアルフ・カムラ技術士官はEXAMシステムにリミッターをかけ、これにより1号機のEXAMシステムは通常50%しか機能しなくなる。そのうえでブルーを損傷させた実験部隊である「モルモット隊」に興味を持ち、その部隊のエースであるユウ・カジマの乗機となった。
機体そのものが「蒼い死神」の異名を持っている。
作中での活躍
EXAMシステムを起動した本機はリミッター付きであるものの、ジオン公国軍制圧下のキャリフォルニアベース付近に存在したジオンのミサイル基地を単機にて数分で壊滅させるという活躍を見せ、友軍部隊に対するミサイル攻撃を阻止した後はキャリフォルニア・ベース攻略作戦に援軍として参加し、ジオンのニムバス・シュターゼン大尉の駆るイフリート改と交戦して退けるも、破損して行動不能と見えたイフリート改の腕部グレネード・ランチャーから放たれた一弾により、EXAMシステムを積んだ頭部を破壊される（『サイドストーリーズ』版では、ニムバスの部下の特攻によって破壊される）。小説版では、イフリート改を乗り捨てたニムバスに奪取されたブルー2号機のビーム・サーベルで頭部を貫かれた。その後の行方は不明。
ゲーム『機動戦士ガンダム バトルオペレーション Code Fairy』の「アナザーミッション：NF編」では、夜のキャリフォルニアベース付近で公国軍秘匿部隊「ノイジー・フェアリー」と交戦。ティターニアに搭乗するアルマ・シュティルナー少尉は、旧知の仲であるマリオン・ウェルチの存在を感じ取っている。
備考
『模型戦士ガンプラビルダーズ ビギニングG』では、バックパックと脚部バーニアを換装した宇宙戦仕様の設定画が起こされた。色指定もゲームの設定画とは若干異なる。劇中のガンプラはビーム・ライフルを使用している。

### ブルーディスティニー2号機
1号機と異なり当初から陸戦型ガンダムをベースに製造されたため、頭部はガンダムタイプとなっている。基本仕様は1号機と同一であるため、性能差はほぼ存在しないとされるが、宇宙戦を想定しているためバックパックなどが変更されている。また、ビーム・ライフルを運用可能な特徴を有する。2号機のEXAMシステムにはリミッターが設定されておらず、パイロットへの負担、暴走の危険性が非常に高い。
作中での活躍
ジオン軍特殊部隊によって強奪され、ニムバスの乗機となる。元々は全身が蒼い塗装だったが、イフリート改と同様、ニムバスのパーソナルマーキングとして両肩が赤く塗装された。その後、サイド5宙域でユウのブルーディスティニー3号機と交戦。死闘の果てに相討ちとなり、爆発寸前に3号機を大破させる。直後に本機も爆散し、パイロットのニムバスと運命を共にした。

#### ブルーディスティニー2号機Ω
漫画『機動戦士ガンダム カタナ』に登場（型式番号：RX-79BD-Ω）。機体色は灰色。
シン・フェデラルが、精神感応AIシステム「妖刀」を開発するためにEXAMシステムの解析を目的としてブルーディスティニー2号機をベースに開発した機体だったが、肝心のEXAMシステムのデータが殆どなかったために、一部が独自の理論となった「NEO EXAMシステム」を開発して搭載している。
サイド7にあるシン・フェデラル所有のサブコロニー内に保管されていたが、同施設内でのドルメル・ドゥーエに移植された精神感応AI「妖刀」の起動テスト中に共鳴し、波動に巻き込まれたジオン軍残党のスーチー・オコンネルを乗せて暴走する。

### ブルーディスティニー3号機
本来は2号機のパーツ取り用の予備機だったが、強奪された2号機の追撃任務を受け急遽実戦投入された。2号機と基本仕様は同一であることから性能差はないが、宇宙用の機能が施されている。また、クルスト博士の手に渡る前に実戦投入されたことから、機体色は白基調のままとなった。EXAMシステムには1号機と同様の時限リミッターが設定されており、システムは通常50%しか機能していない
作中での活躍
損傷した1号機に代わり、ユウ・カジマの乗機となる。地球上での数回の任務を経て、ジオン公国軍のEXAMシステム実験施設コロニーの調査任務に投入された直後、発生したコロニー外部宇宙空間での戦闘でジオン軍に奪取されていた2号機と交戦し、死闘の末に相討ちとなって大破した。これによってジオン軍のイフリート改を含むEXAM搭載機はすべて失われ、EXAM計画は闇に葬られた。

#### ブルーディスティニー3号機改
ゲーム『SDガンダム GGENERATION GATHER BEAT』に登場するオリジナルMS。外観は3号機と変わらないが、攻撃力、防御力、命中率など総合的に性能が向上している。ゲームではニムバスと戦うイベントを発生させなければ最後まで使用できるが、その場合マリオンは捕らわれたままで仲間にできなくなる。

#### ブルーディスティニー3号機改（ジムヘッド）
宇宙世紀とは世界観の異なる漫画『ガンダムEXA』に登場する機体（型式番号：RX-79BD-3Re）。
アナハイム・エレクトロニクスの技術員が大破した2号機と3号機を回収し、戦後に技術研究のために修復した。陸戦型ガンダムのパーツが入手できなかったため、頭部が1号機と同じジム系統のものに変えられている。EXAMシステムは不完全なものしか搭載されていないが、システムの元になったニュータイプ少女マリオン・ウェルチが搭乗することでEXAMシステム発動時とほぼ同様の性能を発揮し、関節部分が発光し、頭部、脚部、バックパックのパーツが展開する。
なお、EXAで描かれたのは世界外部からの干渉によってブルーディスティニー1号機とEZ8の接触（上記の『SDガンダム GGENERATION ギャザービート』と同様の展開）が発生した、本来とは異なる歪められた世界である。

## 漫画『ザ・ブルー・ディスティニー』におけるブルーディスティニー
『機動戦士ガンダム外伝 THE BLUE DESTINY』のリメイク漫画『ザ・ブルー・ディスティニー』（以下『ザ・ブルー』と省略）では原作と一部設定が異なり、同作品のみのバリエーション（仕様変更）も登場する。また、2号機と3号機はベース機が変更された。なお、タイトルでは中黒が追加されたが、機体名称の表記は「ブルーディスティニー」のままである。メカニックデザインはNAOKI（0号機を除く）。

### ブルーディスティニー0号機
原作で設定上存在する、EXAMシステムを初めて搭載した陸戦型ジムをベースとした試作機を、大河原邦男が新規にデザインしたもの。なお、「0号機」という名称および型式番号も『ザ・ブルー』で設定された（型式番号：RGM-79BD-0）。
のちに1号機に搭載される特徴的な頭部はそのままだが、胴体部のエアインテークが大きく、四肢や腰部に同様な排気ダクトが設置され、さらにバックパックから胸部かけてパイプが伸びている。頭部にバルカン砲を搭載しているがダミーも同然で、実質的に非武装である。「ブルー」の名を冠する機体ではあるが、もとより実戦投入などは考慮されていないため、カラーリングは白を基調としている。
頭部が1号機に移植されたあとも胴体部分は残され、強奪される2号機を止めようとクレア・キルマーが搭乗するが、2号機に破壊される。

### ブルーディスティニー1号機（ザ・ブルー版）
原作版を基本とするが（型式番号：RX-79BD-1）、EXAM発動時には赤い発光だけでなくバックパックや脚部スラスター・肩アーマーが展開し、頭部バイザーが下がるというギミックが追加されている。EXAM停止時はこれらがもとに戻るほか、上腕部甲・膝・腰部前面の装甲を開放して廃熱をおこなう。また、胸部左右のユニットは作戦に応じて換装が可能となっている。
11月中旬、カナダの大西洋沿岸付近の山中で、クレアをテスト・パイロットとしてEXAMの量産試作システムである「オルタ」の実験をおこなっている際に暴走、付近の敵基地を攻撃するモルモット隊と交戦する。ユウの咄嗟の判断でパラボラアンテナの下敷きとなるが無事であり、撤退する。この際に右メインカメラを破損したため、丸目からガンダムタイプのツインアイに交換され、さらに頭部右側にシステムのモニタリングのためのアンテナ一体型ユニットが追加されて（『HGUC ブルーディスティニー1号機 "EXAM"』にも付属）モルモット隊第1小隊に配備される。

#### ブルーディスティニー1号機【ステルス】
ミノフスキー粒子散布下におけるステルスの有効性を試験するための仕様（型式番号：RX-79BD-1ST）。
鹵獲したイフリート・ナハトから得たステルス技術を応用し、通常は黒だが通電することで周囲に近い色に変わる特殊塗装で塗られている（ただし熱には弱い）。胸部左右のユニットは徹底した廃熱制御をおこなうものに換装し、遮熱遮音コート（マント）を羽織り、内部アクチュエーターの静音性向上と足底に特殊新素材を使用することにより発生音の95パーセント削減に成功している。携行する新型ライフルにも消音効果があるが、その分射程は乏しい。頭部左側にはセンサー・ジャマーが追加されている。
ジオンに略奪された絵画「フューチャー・ワールド」の奪還作戦「プロジェクト・レガシー」に陸戦型ジム【ステルス】2機とともに参加、絵画を守護するグフ・ヴィジャンタおよびグフ戦術強攻型をしりぞけ、接収阻止には成功するものの、絵画は作者本人によって焼かれてしまう。

#### ブルーディスティニー1号機【フルアームド】
本来は目的や用途に応じて別々に装備する追加装甲、換装型胸部ユニット、肩部ビーム・キャノン・ユニットを一度に装備した仕様（型式番号：RX-79BD-1FA）。追加装甲は両肩（ミサイル内装）、胸部中央、腰部前面、両膝に装備。胸部ユニットは左側にガトリング砲らしき火器を内装する。バックパックの追加ユニットの側面にガンキャノンIIと同型のビーム・キャノンと多目的精密照準システムを装備、さらに両肩の追加装甲にミサイル・ランチャーを固定し、両手にジム・ドミナンスの2連装ビーム・キャノンを携行する。重火力に秀でるが、あまりの重装備のためEXAMシステムを活かすことはできない。
キャリフォルニア・ベース奪還作戦において、北米ニューバーン基地からミデアに搭載され出撃、非武装で降下し第2・第3小隊の援護と僚機のジム・コマンドキャノンの補助によりコンテナで投下された武装類を装着する。ゾックとの戦闘では両肩とバックパックの武装を排除して身軽になり、2連装ビーム・キャノン1丁を破損しながらも撃破する。直後のイフリート改との一騎討ちでは胸部追加装甲を排除し、最終的に勝利するが、捨て身のセルジュ・ラウのドムによる至近距離からのジャイアント・バズの一撃により頭部を破壊される。

### ブルーディスティニー2号機（ザ・ブルー版）
オーガスタ方面から融通した「最新のガンダム」をベースに製作された機体（型式番号：RX-80EXAM-2）。クルストが慣れ親しんだジオン系の技術を応用したオールラウンダーとして開発されており、暴走のトリガーとなるサイコミュの受信機能を縮小した「EXAMの内なる力を引き出す機体」とされる。ゲーム版同様にニムバス・シュターゼンに奪われ、基地配備のMSを単騎で全滅させている。

#### ブルーディスティニー2号機（改修型）
2号機を宇宙で改修した機体で、正式な名称は不明。頭頂部メインカメラがジオン特有のモノアイ型へ、ランドセルも変更され、両腕はイフリート改(空間戦闘仕様)に似たものへ換装されている。さらに武器としてイフリート改のヒート・サーベルを装備しており、腰部にはそれをマウントさせるためのアタッチメントが新たに追加されている。

### ブルーディスティニー3号機（ザ・ブルー版）
2号機と同様に最新型のガンダムをベースとして同時並行で開発された機体となっており、光学迷彩によるステルスシステムの試験的な搭載や、後述のフルアームドのように機体に装備の拡張性を持たせるなど連邦の最新技術を結集した超高機動型とされている（型式番号：RX-80EXAM-3）。機体カラーは本来セイバーフィッシュ乗りであったユウに合わせ、ベース機の陸戦型ガンダムを思わせる配色に変更されている。なお、このカラーリングには連邦軍から開発予算を捻出するための宣伝としての意味合いも強く、クルスト博士も「開発資金のため」としぶしぶ受け入れている。

#### ブルーディスティニー3号機【フルアームド】
3号機に1号機【フルアームド】と同一の追加武装を施した状態（型式番号：RX-80EXAM-3FA）。バックパックにブースターとプロペラントタンクが追加されており、機動力も向上している。

## その他のバリエーション

### スレイヴ・レイス
ゲーム『機動戦士ガンダム サイドストーリーズ』のシナリオ「ミッシングリンク」に登場。
陸戦型ガンダムをベースに強化改修したカスタム機体。主にセンサー、光学カメラ、通信機器が最新のものになっており、それに伴って頭部形状が変化している。
開発中の試作装備が取り入れられており、のちに頭部はジム・スナイパーカスタム、頭部アンテナ（2本装備）はガンダムEz8、肩部ウェラブル・アーマーはジム・ストライカー、ランドセルはジム改に転用・採用されている。
かなり大幅な改造がほどこされたことから、ガンダムEz8と同様に機体名称も新規に与えられ、その名は同機が配備された部隊「スレイヴ・レイス」に由来する。本来は別部隊に配備される予定であったが、同隊のドリス・ブラントの書類偽造によって配備され、隊長のトラヴィス・カークランドの搭乗機として運用される。 

#### フルアーマー・スレイヴ・レイス
漫画『機動戦士ガンダム外伝 ミッシングリンク』に登場（型式番号：RX-79[G]WR）。ゲーム版には登場しない。スレイヴ・レイスの強襲支援機としての強化改修型。
部隊の中心戦力がピクシ－へ移行し、指揮官機であるスレイヴ・レイスには生存率のさらなる安定と、支援のための火力が求められていく。そのため同機がペイルライダーとの戦闘で損傷した際に、修復と同時にFSWS計画をヒントに装甲と火力の大幅な強化が実施されたとする説がある。
陸戦型ガンダムの予備パーツを可能な限り確保し、互換性のある陸戦型ジムのパーツで補填、ウェラブル・アーマーを機体各所に装着して防御力を高めている。背部にバーニア、改造したミサイル・ランチャー、ジオン軍から鹵獲した75mmガトリング砲とその弾倉を搭載した改造コンテナをウェポンラックに装備するほか、ショート・シールドと一体型のダブルマシンガン（連装式100mmマシンガン）、脚部ミサイル・ポッドなどを搭載し、重装甲重武装の機体に生まれ変わっている。また左腕に装備するシールドの裏に小型のコンテナを装着することによってショート・ビーム・ライフルの携行が可能。
当時すでにスレイヴ・レイス隊は連邦軍から離脱して脱走兵扱いとなっており、その後同隊の記録は完全に抹消されているため、本機の実在は不明である。

### ガンダムRR（リレイジ）
メディアミックス企画・漫画『機動戦士ガンダム 赤い三巨星』に登場（型式番号：RX-79[G]RR）。機体名称の "RR"（リレイジ）は "Re-Rage"（ふたたびの猛威）の意。
「赤い三巨星」を自称する地球連邦軍第17独立機械化混成部隊（通称「ラルフ隊」）隊長のラルフ・ザブカ中尉が搭乗する機体。戦闘で左半身が大破した陸戦型ガンダムを、民間企業であるボルン工業の協力によって、現地改修をほどこしつつ修復している。額部のV字アンテナに替わり、通信能力と戦況把握能力の向上を目的としたバイザー・ユニットを設置、可動式で顔面を覆うことも可能となっている。バイザーを下ろすとセンサー類のモードが切り替わり、より広域の情報収集が可能となる。
メイン・スラスター2基を搭載したバックパックの左側には2連装ロケット・バズーカを装備。携行武装は、回転式の弾倉と3連装の砲身で構成されたガトリング・リボルバズで、速射性に優れ、数種の特殊榴弾を同時に運用することが可能となっている。予備弾は腰部両側面に装備。
カラーリングは赤を基調に、右胸部インテーク、左肩、左上腕、腰部左側面、左脚（脹脛部を除く）が白で塗り分けられた左右非対称の特徴的な部隊カラーとなっており、左肩に赤い流星をモチーフに3つの連邦軍章と "EFF" の文字が盛り込まれた部隊章が描かれている。右肩と左肩後面には、 "E.F.ARMY 102" と記されている。

### スライフレイル
スマートフォンゲームアプリ『機動戦士ガンダム U.C. ENGAGE』に登場するゲームオリジナルMS（型式番号：RX-79[G]F）。
陸戦型ガンダムの補給が打ち切られたあと、残されたパーツをもとに現地技術者らによって各戦線に合わせた独自改修がほどこされた機体のひとつで、湿地帯や森林など僻地での隠密行動を目的とする。ランドセルが軽量化され、機体は森林での視認性の低い緑に塗り替えられている。武装は、パイロットの要望により障害物を避けるため三節棍を模したビーム・ジャベリンを腰部両側面に1基ずつ装備、2つを接続することでロング・ビーム・ジャベリンとなる。上半身（両肩）には、不意の被弾時に致命的なダメージを避けるために現地で製作された増加装甲がほどこされており、特に両肩側面の大型のものが特徴的である。

### 水中型ガンダム（近藤和久版）
書籍『GUNDAM WEAPONS 4』掲載（のちに『新MS戦記 機動戦士ガンダム短編集』に再録）の近藤和久の短編漫画「10 MINUTES WAR U.C.0079」に登場。名称（作中では「ガンダム（の水中型）」と呼ばれる）や型式番号を含む設定は、書籍『GUNDAM CROSSOVER NOTEBOOK II SINCE UC.0083-0153 近藤和久画集2』による。陸戦型ガンダムとの関連は不明だが、型式番号の共通性から便宜上本項に記載する。なお、「M-MSV」で設定された同名の機体とは外観や型式番号などが異なるが、スペックの数値は共通している。
開発中のアクア・ジムにより編制される連邦軍水中用MS部隊の指揮官用として開発された試作機。水中での指揮・通信システムを強化し、各種アクティブ / パッシブ・ソナーを装備している。カラーリングはトリコロールを基調とするが、青は濃淡2色が使われている。
宇宙世紀0079年12月、輸送機で海上の軍艦に空輸される。基地に帰還途中の公国軍潜水艦隊がこれを目撃し、本機の情報収集のため水陸両用モビルアーマー (MA)（グラブロ・タイプ）とゴッグ2機が襲撃をかける。応戦する本機はゴッグ1機をビーム・サーベルで両断するが、MAの砲撃により母艦が撃沈される。その直前に本機はMAの体当たりを受けるが、その後の去就は不明。

### NT用量産型ガンダム
読者参加型ゲーム『機動戦士ガンダム G-STRATEGY』に登場（型式番号：RX-79(G)NT）。
陸戦型ガンダムをベースに開発されたニュータイプ専用機。宇宙空間での運用も可能であり、機体のレスポンス向上のため関節部に改良が加えられているほか、活動可能時間の制約が厳しい試作型の脳波コントロール装置も搭載されている。武装は陸戦型ガンダムが用いるものの一部のほかにミサイル・ランチャーを装備することができるが、オールレンジ攻撃を可能とする武装は持たない。

### 局地型ガンダム
メカニックデザイン企画『機動戦士ガンダム THE ORIGIN Mobile Suit Discovery』（MSD)に登場。
漫画・アニメ『機動戦士ガンダム THE ORIGIN』の世界観において、陸戦型ガンダムや水中型ガンダムの原型となった機体。